# 初期近代英語
初期近代英語（しょききんだいえいご、英: early modern English）は中英語時代の末の1450年頃から1650年頃の英語をいう。代表的な文献として後期に属するジェームズ王欽定訳聖書およびウィリアム・シェイクスピアの著作が挙げられる（欽定訳聖書は聖典という性格から、当時の口語と異なる古風な語法が用いられている）。現代英語しか知らない人でも大体理解できる程度に現代英語に近い。現在の英語では発音と綴りに若干乖離が見られるが、これは現在の綴りが初期近代英語期のまだ大母音推移が完了していない頃に定められたためである。

## 正書法

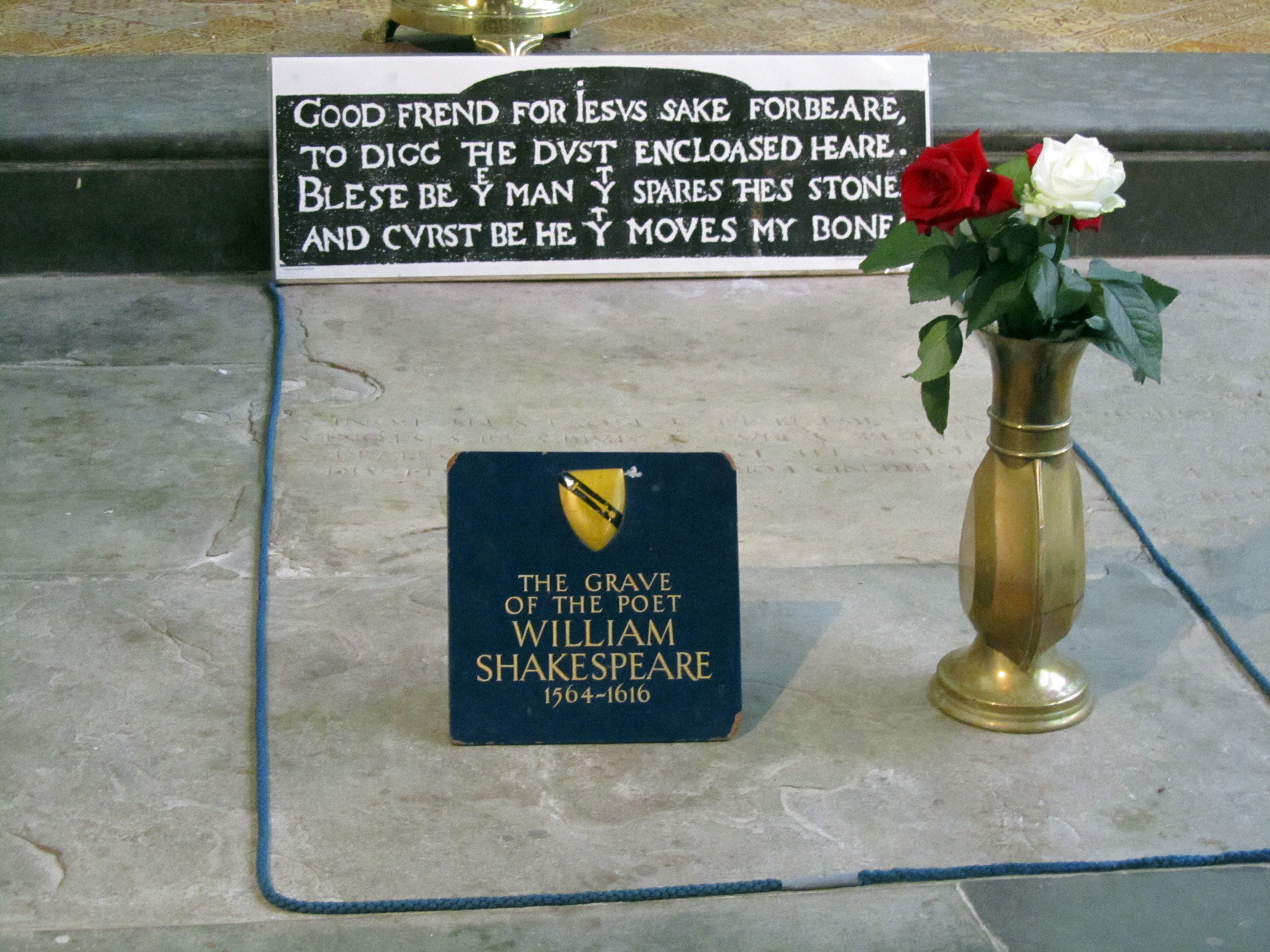
初期近代英語における普遍的な基準とされるウィリアム・シェイクスピアの墓
- iesvs → jesus（iとj、uとvが同じ文字の別字形として使われる）
- Þ（ソーン）が変形してYが使われている
…などの多くの特徴がみられる。

初期近代英語における正書法は現代の英語と大凡似ているが、綴りは不安定だった。
初期近代英語の正書法のうち、現代に残っていない特徴的な綴りを下に挙げる。
- 文字Sは、現在使われているs（短いs）とſ（長いs）の2つの別個の形が存在する。語尾には短いsが、他は長いsが使われた。特にsが2つ連続した場合、ſſまたはſsと書かれることがある（ドイツ語の合字en:ßを参照）[1]。これはギリシャ語におけるσ（シグマ）が語尾と語中で形が変わるのにちょうど似ている。
- uとvはまだ別個の文字とはみなされておらず、同じ文字の別字形であった。語頭にはv、他はuが使われた[2]。それ故、vnmoued (unmoved)やloue (love)等と綴られる。
- iとjもまた別個の文字とはみなされておらず、同じ文字の別字形であった。それゆえ、"joy"が"ioy"に、"just"が"iust"になったりする。
- Þ（ソーン）はまだ使われていた。しかし、手書きなどの文章に限られていた。印刷ではÞはしばしばYに置き換えられる[3]。
- 無音のeは、しばしば語尾に付け加えられた。この無音のeが付されるとき、最後の子音が二つになったりする。それ故、ſpeake、cowarde、manne (man)、 runne (run)等と綴られた。
- /ʌ/（sonのoの音）の音はしばしばoで書かれた。それゆえ、ſommer、plombe (summer、plumb) と綴られた[4]。

しかし、確立された綴りは存在しなかった。例えば、"Julius Caesar"（ユリウス・カエサル）は
- Julius Cæſar
- Ivlivs Cæſar
- Jvlivs Cæſar
- Iulius Cæſar

などと様々に綴られた。また、 シェイクスピアの作品では、"he"（彼）が一つの文の中で"he"、"hee"と二通りに綴られたりした。

## 文法

### 代名詞
現代英語と初期近代英語では二人称の代名詞が異なる。初期近代英語では二人称単数にthou、複数および単数の人に対する丁寧な語形としてyeもしくはyouが用いられた（thouはすでに初期近代英語期に廃れて来ていたが神や下位の者に呼びかける場合や厳粛な場面で慣習的に残った）。格による語形変化があり、単数主格thou、所有格thy, thine、目的格thee、-self形thyself、また複数主格ye、所有格your、yours、目的格you、-self形yourself、yourselvesを取った。
一人称、二人称の代名詞は現在と大体同じであるが、一人称単数所有格と二人称単数所有格は冠詞のaとanと同様に子音で始まる名詞につくときにはmy、thy、母音で始まる名詞につくときはmine、thineという形をとった。

### 動詞
二人称単数現在の語尾-（e)stがあり（例"thou takest"）、現在は-（e）sである三人称単数現在の語尾が-（e）thであった（例"he taketh"）。
否定文を作る場合は、現代英語ではdo not go/don't goのようにdo+not+動詞の形を取るが、初期近代英語ではgo notのようにdoを使わず、動詞の後ろにnotをつけることも多かった。

## 文献史の略年表
- 1476年 - ウィリアム・カクストンがウェストミンスターではじめて印刷を行う。この時は方言差による単語の揺れがある。
- 1485年 - チューダー朝成立。比較的に政治・社会上安定した時期に入る。
- 1491年または1492年 - リチャード・ピンソンがロンドンで印刷を始める。当時官庁で行われていた文体（Chancery Standard）が用いられる。
- 1509年 - ピンソンが王朝から公式の印刷師に任ぜられる。
- 1525年〜 - ウィリアム・ティンダル訳聖書が刊行される。
- 1539年 - 最初の公認の英語版聖書である大聖書が刊行される。
- 1549年 - トマス・クラマーによってはじめて英語版祈祷書が書かれる。
- 1557年 - トテル雑集が刊行される。
- 1590年〜1612年 - ウィリアム・シェイクスピアが劇作品を記す。
- 1611年 - 欽定訳聖書が刊行される。同書はウィリアム・ティンダル訳聖書に大きな影響を受けている。
- 1640年〜1660年 - 動乱期（清教徒革命およびクロムウェル時代）。
- 1662年 - 祈祷書の新版が刊行される。同書は1549年以後の版を元にしている。以後1662年版が標準となる。
- 1667年 - ジョン・ミルトン著「失楽園」が刊行される。